# Joseph König (Theologe)
Joseph König (* 7. September 1819 in Hausen an der Aach; † 7. September 1900) war ein deutscher Professor der Theologie, Historiker und Priester der römisch-katholischen Kirche. 

## Leben und Werk
Joseph König entstammte einer Bauernfamilie. Der Hausener Ortspfarrer Johann Baptist Merk erteilte ihm ersten Lateinunterricht; von 1832 bis 1840 besuchte er das Gymnasium in Konstanz. Von 1840 bis 1844 studierte König Theologie und Philosophie in Freiburg i. Br., Tübingen und München. Anschließend bereitete er sich im Priesterseminar St. Peter auf die Priesterweihe vor, die am 30. August 1845 erfolgte. Während er als Repetent am Freiburger Collegium Theologicum und als Kooperator im Freiburger Münster wirkte, verfasste er seine Dissertation „In praecipua quaedam legis Mosaicae capita“, mit der er 1846 promoviert wurde. Dann setzte er seine Studien in Wien mit einem Stipendium der badischen Regierung fort. 
König erhielt 1847 nach seiner Habilitation in Freiburg einen Lehrauftrag für das Alte Testament, 1854 eine außerordentliche, 1857 eine ordentliche Professur für Alttestamentliche Literatur und Exegese. Mit seinen Einführungsvorlesungen ins Alte Testament, in die Bibelexegese und die semitischen Sprachen prägte er die Klerikerausbildung für 47 Jahre. Er galt als hervorragender Theologe; einen Ruf nach München als Nachfolger von Daniel Bonifaz von Haneberg lehnte er ab. Von 1881 bis 1888 leitete er das Freiburger Collegium Theologicum. 
Gleichwohl überwog in Königs zweiter Lebenshälfte sein Interesse an der Geschichte und er befasste sich mit der Kirchengeschichte und der Landesgeschichte Südwestdeutschlands und hier nicht zuletzt seiner Heimatregion – er gehörte dem Verein für Geschichte des Bodensees und seiner Umgebung an –, ferner mit der Geschichte der Universität Freiburg. Von 1870 bis zu seinem Tod redigierte er die Zeitschrift des Kirchengeschichtlichen Vereins für das Erzbistum Freiburg, das Freiburger Diözesan-Archiv, wo die meisten seiner historischen Arbeiten veröffentlicht sind. 
Joseph König wurde als Gelehrtennatur beschrieben. Er ging ganz in seinen Forschungen sowie Lehr- und Verwaltungstätigkeiten an der Universität Freiburg auf; an den weltanschaulichen und politischen Auseinandersetzungen seiner Zeit beteiligte er sich nicht.

## Ehrungen
- Ehrenmitgliedschaft der Gesellschaft für Beförderung der Geschichtskunde zu Freiburg (heute Freiburger Geschichtsverein, 1897)
- Kommandeurkreuz II. Klasse des Ordens vom Zähringer Löwen (1894)
- Eichenlaub des Ordens vom Zähringer Löwen (1889)
- Geistlicher Rat ad honorem des Erzbistums Freiburg (1889)
- Ritterkreuz I. Klasse des Ordens vom Zähringer Löwen (1879)
- Joseph-König-Straße in Singen (Hohentwiel)

## Schriften (Auswahl)

### Monographien
- Über Alter und Entstehungsweise des Pentateuchs. Rede, bei der öffentlichen Feier der Übergabe des Prorectorats der Universität Freiburg am 23. Mai 1884 gehalten. Freiburg i. Br., 1884.
- Das alttestamentliche Königthum. Programm, wodurch zur Feier des Geburtsfestes seiner königlichen Hoheit, unseres durchlauchtigsten Grossherzogs Friedrich im Namen des Academischen Senates die Angehörigen der Albert-Ludwigs-Universität einlädt der gegenwärtige Prorector. Poppen, Freiburg i. Br., 1863.
- Die Theologie der Psalmen. Herder, Freiburg i. Br., 1857.
- Die Unsterblichkeitsidee im Buche Job. Inauguralrede, gehalten den 15. Februar 1855. Herder, Freiburg i. Br., 1855.

### Aufsätze
- Zur Geschichte der theologischen Promotion an der Universität Freiburg. In: Freiburger Diözesanarchiv. Band 27, 1899, S. 1–15 (Digitalisat).
- Die Professoren der theologischen Facultät zu Freiburg i. Br. 1470 bis 1870. In: Freiburger Diözesanarchiv. Band 27, 1899, S. 305–316 (Digitalisat wie vor).
- Martin Gerberts Abstammung. In: Freiburger Diözesanarchiv. Band 26, 1898, S. 297–303 (Digitalisat).
- Zur Geschichte des Dorfes und zum Gedächtniß der hundertjährigen Errichtung der Pfarrei Hausen an der Aach. In: Freiburger Diözesanarchiv. Band 25, 1896, S. 291–320 (Digitalisat).
- Die Statuten der theologischen Facultät in Freiburg. Fortsetzung: Die Statuten vom Jahre 1632. In: Freiburger Diözesanarchiv. Band 24, 1895, S. 1–128 (Digitalisat).
- Beiträge zur Geschichte der Universität Freiburg: Rectorat und Prorectorat. In: Freiburger Diözesanarchiv. Band 23, 1893, 61–120 (Digitalisat).
- Beitrag zur Geschichte der Albertinischen Hohen Schule. Promemoria aus dem vorigen Jahrhundert. In: Freiburger Diözesanarchiv. Band 23, 1893, S. 349–353 (Digitalisat wie vor).
- Die ältesten Statuten der theologischen Facultät in Freiburg (Fortsetzung). In: Freiburger Diözesanarchiv. Band 22, 1892, S. 1–40 (Digitalisat).
- Zur Geschichte der Universität Freiburg im 15., 16. und 19. Jahrhundert. In: Freiburger Diözesanarchiv. Band 22, 1892, 327–343 (Digitalisat wie vor).
- Die ältesten Statuten der theologischen Facultät in Freiburg. In: Freiburger Diözesanarchiv. Band 21, 1890, S. 1–23 (Digitalisat).
- Necrologium Friburgense . Fortsezung:1878 - 1887. In: Freiburger Diözesanarchiv. Band 20, 1889, S. 1–44 (Digitalisat).
- Der Dichter Heinrich Loufenberg, Kaplan am Münster in Freiburg. In: Freiburger Diözesanarchiv. Band 20, 1889, S. 302–304 (Digitalisat wie vor).
- Zur Geschichte des Städtchens Aach im Hegau. In: Freiburger Diözesanarchiv. Band 19, 1887, S. 297–299 (Digitalisat).
- Necrologium Friburgense. Zweite Abtheilung. 1847–1877. In: Freiburger Diözesanarchiv. Band 17, 1885, 1–130 (Digitalisat).
- Die Universitäts-Kapelle im Freiburger Münster. In: Freiburger Diözesanarchiv. Band 17, 1885, S. 290–292 (Digitalisat).
- Die Statuten des deutschen Ordens nach der Revision des großen Ordenscapitels i. J. 1609. In: Freiburger Diözesanarchiv. Band 16, 1883, S. 65–135 (Digitalisat).
- Exposito capituli ,Omnis utriusque sexus‘; mittelhochdeutsche Übersetzung dieses Canons. In: Freiburger Diözesanarchiv. Band 16, 1883, S. 265–266 (Digitalisat wie vor).
- Zur Geschichte von St. Trudpert. Über Pastoration der Klosterpfarreien; Zugabe über die Wilhelmiterklöster. In: Freiburger Diözesanarchiv. Band 15, 1882, S. 119–132 (Digitalisat).
- Walafried Strabo und sein vermeintliches Tagebuch. In: Freiburger Diözesanarchiv. Band 15, 1882, S. 185–200 (Digitalisat wie vor).
- Zur Geschichte des Freiburger Münsters: Referat über Fr. Adlers baugeschichtliche Studie. In: Freiburger Diözesanarchiv. Band 15, 1882, S. 247–271 (Digitalisat wie vor).
- Zur Geschichte der Stiftung des Paulinerklosters in Bondorf. In: Freiburger Diözesanarchiv. Band 14, 1881, S. 207–224 (Digitalisat).
- Die Chronik der Anna von Munzingen. Nach der ältesten Abschrift mit Einleitung und fünf Beilagen. In: Freiburger Diözesanarchiv. Band 13, 1880, S. 129–236 (Digitalisat).
- Heinrich Bullingers Alemannische Geschichte: ,Von dem alten volck der Allmanniern vnd Allmannischen hertzogen, welche zuletst allein hertzogen zu Schwaben genemptt wurdend. Ist geschryben zu eeren vnd dienst herren Samuel Tillmann von Bern, diser zyt hoffmeisteren zu Künigsfelden. Von Heinrych Bullinger dem elter, diener der kilchen Zürych. 1571.‘ Nach dem Autograph des Verfassers herausgegeben. In: Freiburger Diözesanarchiv. Band, 12, 1878, S. 203–228 (Digitalisat).
- Zur Geschichte der Freiburger Klöster. In: Freiburger Diözesanarchiv. Band 12, 1878, S. 291–303 (Digitalisat wie vor).
- Zur neunten Säcularfeier des hl. Konrad. Orientierung über die ältesten Vitae. In: Freiburger Diözesanarchiv. Band 11, 1877, S. 253–272 (Digitalisat).
- Beiträge zur Geschichte der theologischen Facultät in Freiburg. Nachtrag zu den Mittheilungen Bd. X, 251. In: Freiburger Diözesanarchiv. Band 11, 1877, S. 273–296 (Digitalisat wie vor).
- Eine feierliche Doctorpromotion. Aus dem theol. Facultätsbuche mitgetheilt. In: Freiburger Diözesanarchiv. Band 11, 1877, S. 299–303 (Digitalisat wie vor).
- Literarische Anzeige über 1) Glatz, Geschichte des Klosters Alpirsbach; 2) Rosenberg, Der Hochaltar des Münsters zu Altbreisach. In: Freiburger Diözesanarchiv. Band 11, 1877, S. 320–324 (Digitalisat wie vor).
- Beiträge zur Geschichte der theologischen Facultät in Freiburg: 1) Die Zeit des Generalseminariums 1783–1790 [mit Biographien von Matthias Dannenmayer, Augustin Goriup, Ludwig Anton Haßler, Stephan Hayd, Johannes Andreas Klüpfel, Raymund Pelz, Theodor Perger, Joseph Anton Schinzinger, Karl Schwarzel, Ferdinand Wanker, Fidel Wegscheider, Wilhelmus Wilhelm, Joseph Anton Petzeck]. 2) Die Verlegung der katholisch-theologischen Facultät von Heidelberg nach Freiburg 1807 [mit Biographien von Thaddäus Anton Dereser, Bonifacius Martin Schnappinger, Franz Xaver Werk]. In: Freiburger Diözesanarchiv. Band 10, 1876, S. 251–314 (Digitalisat).
- Zur Geschichte des Breisgaues, der Stadt und Universität Freiburg, a. Übergang des Breisgaues an den Herzog von Modena 1803, b. Übergang an den Churfürst von Baden 1806, c. Akt der feierlichen Huldigung. In: Freiburger Diözesanarchiv. Band 10 (1876), S. 343–345.
- Herzog Karl von Würtemberg hört Vorlesungen an der Universität Freiburg, 18. Dezember 1789. In: Freiburger Diözesanarchiv. Band 10 (1876), S. 345–346.
- Legende in mittelhochdeutscher Sprache. Dis ist das leben des heiligen vaters Sant Dominicus. In: Freiburger Diözesanarchiv. Band 8, 1874, S. 331–362 (Digitalisat).
- Reisbuechlein des Maximilian Stuertzel aus dem Jahre 1616. In: Freiburger Diözesanarchiv. Band 7, 1873, S. 159–198 (Digitalisat).
- Die Reichenauer Kirchen. In: Freiburger Diözesanarchiv. Band 6, 1871, S. 259–294 (Digitalisat).
- Die Reichenauer Bibliothek. In: Freiburger Diözesanarchiv. Band 4, 1869, S. 251–298 (Digitalisat).
- Walafried Strabo von Reichenau. In: Freiburger Diözesanarchiv. Band 3, 1868, S. 317–464 (Digitalisat).